# Place Jenny-Alpha
La place Jenny-Alpha est une voie située dans le quartier de Javel dans le 15e arrondissement de Paris.

## Situation et accès
Cette place est située entre les numéros 120 et 130 de l'avenue Félix-Faure.

## Origine du nom
Cette place porte le nom de la chanteuse et comédienne française de culture créole Jenny Alpha (1910-2010), qui vivait non loin, 39 rue de l'Abbé-Groult.

## Historique
Le 15 juin 2013, la place Jenny-Alpha est inaugurée en présence du député maire de l'arrondissement Philippe Goujon, de la première adjointe au maire de Paris Anne Hidalgo, du conseiller régional Patrick Karam, du musicologue Jean-Pierre Meunier, Alain Guédé de l'association du chevalier de Saint-Georges, Nicole Alpha et Georges Siron, nièce et neveu de Jenny Alpha ou encore du sénateur de la Guadeloupe Félix Desplan,.